# Archactenis
Archactenis is een geslacht van vlinders van de familie bladrollers (Tortricidae), uit de onderfamilie Tortricinae.

## Soorten
- A. centrostricta (Diakonoff, 1941)
- A. haplozona (Meyrick, 1921)